# Nianfo
Nianfo (chinesisch 念佛, Pinyin niànfó, W.-G. nien-fo; jap. 念仏, nembutsu; kor. 염불, yeombul; viet.: niệm phật) bezeichnet im Mahayana-Buddhismus Methoden zur Vergegenwärtigung von Buddhas und Bodhisattvas, besonders des Buddha Amitabha. Diese Vergegenwärtigung kann durch Visualisierungstechniken oder durch Anrufungen mittels Rezitationen oder Gesang (Shōmyō-Nembutsu) erfolgen. Die wörtliche Übersetzung von Nembutsu ist „Buddha vergegenwärtigen“ (Buddhānusmṛti, chinesisch 佛隨念, Pinyin fó suí niàn).

## Anrufung des Buddha Amitabha
Besonderen Stellenwert hat das Nianfo in den Schulen des Reinen Landes. Die rezitierte Formel lautet im Japanischen „Namu Amida Butsu“ (jap. für „Verehrung dem Buddha Amitabha“). Wird es mit vollkommener Hingabe ausgeführt, kann es nach Auffassung dieser Schulen eine Wiedergeburt im Reinen Land des Amitabha bewirken, was das höchste Ziel der Praxis dieser Schulen darstellt.
Die ursprüngliche Sanskrit-Formel lautete Namo Amitabha Buddha. Mit der Verbreitung des Buddhismus in Asien hat sich mit der Zeit die Aussprache dieser Formel verändert:
| Sprache        | Schreibweise                                        | Aussprache            |
| -------------- | --------------------------------------------------- | --------------------- |
| Sanskrit       | नमोऽमिताभाय                                             | namo amitābhāya       |
| Hochchinesisch | Kurzzeichen: 南无阿弥陀佛 Langzeichen: 南無阿彌陀佛 | námó āmítuó fó        |
| Japanisch      | Kanji: 南無阿弥陀仏 Hiragana: なむ あみだ ぶつ      | namu amida bu(tsu)    |
| Koreanisch     | Hanja: 南無阿彌陀佛 Hangeul: 나무아미타불           | namu amita bul        |
| Vietnamesisch  | nam mô a di đà phật                                 | nam mo a si/yi da fad |

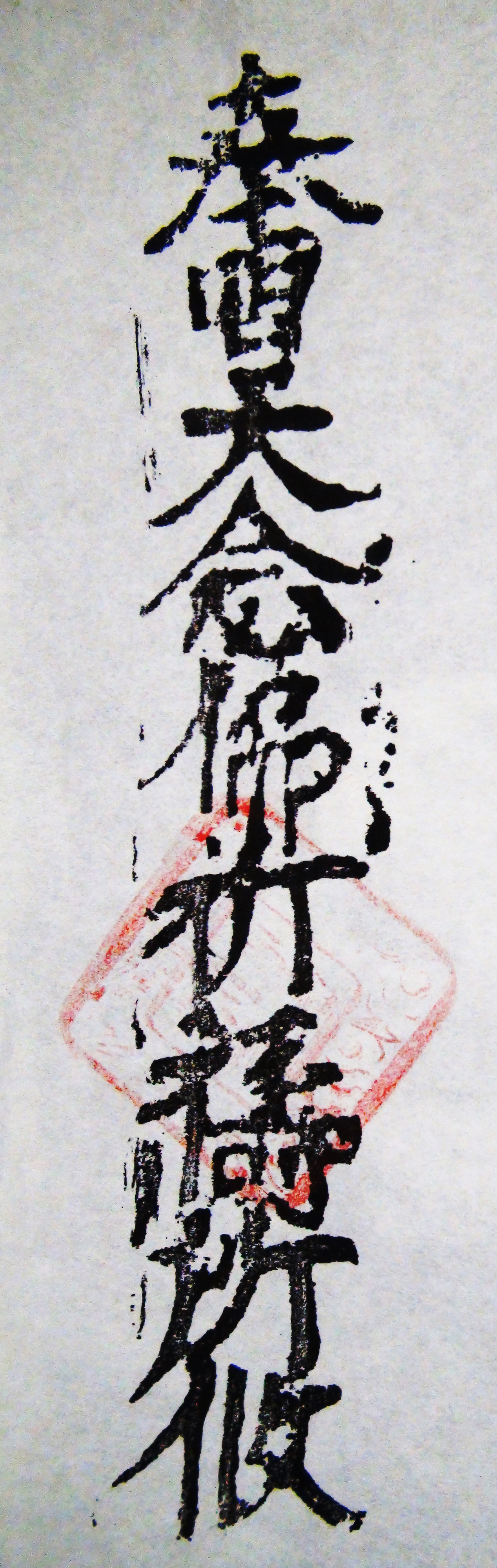
Mushono-Dainembutsu, Papier Amulett

Die meisten Reines-Land-Schulen gehen davon aus, dass die Anrufung von Amitabha eine Wiedergeburt in Amitabhas Reinem Land bewirken kann. Dort können die Menschen dann ohne die Leiden und Schwierigkeiten des menschlichen Daseins praktizieren und so die Erleuchtung einfacher erlangen. Ursprünglich wurde diese Praxis als Hilfestellung für Menschen angesehen, die auf Grund von schlechtem Karma nicht in der Lage seien, dem Buddhismus mit seiner umfangreichen Praxis zu folgen.
In der Lehre der Jōdo-Shinshū wurde das Nembutsu neu interpretiert. Hier gilt es als Ausdruck der Dankbarkeit anstatt von Bitten an Amitabha Buddha. Die grundlegende Annahme dabei ist, dass bereits bei einem aufrichtigen Vertrauen an Amitabha die Wiedergeburt im reinen Land gewährleistet ist und sonstige Anstrengungen oder Bemühungen nicht notwendig sind. Erlösung wird nicht aus eigener Kraft, sondern durch die Kraft Amitabhas (die „Andere Kraft“) erreicht.

## Ursprung
In der buddhistischen Literatur hat das Nianfo seine Wurzeln im Großen-Reines-Land-Sutra (Sukhāvatīvyūha-Sūtra, Sutra des Unermesslichen Lebens), in dem Amitabha, noch immer lediglich ein Schüler, beschließt solange auf die Erleuchtung zu verzichten, bis alle Lebewesen gerettet sind. Im Sutra wird beschrieben, dass Amitabha 48 Gelübde (vgl. Bodhisattva-Gelübde) machte. Im 18. Gelübde heißt es sinngemäß: „Wenn die fühlenden Wesen in den Ländern der zehn Himmelsrichtungen, sich aufrichtig und freudvoll mir anvertrauend meinen Namen rufen, mit dem Wunsch in meinem Land geboren zu werden, wenn auch nur zehn mal - wenn sie nicht hier her geboren werden, weil ich Buddhaschaft erlangt habe, so werde ich auf die Erleuchtung verzichten. Ausgenommen von der Geburt in meinem Land sind jene, die ernsthafte Verbrechen begehen und das wahre Dharma schmähen.“
Die Nianfo-Praxis wurde bei den Laien in Indien populär und verbreitete sich nach Ost-Asien.

## Typologische Einordnung
In religionsvergleichender Sicht gehört das Nianfo / Nembutsu zum Typus des Namensgebets.